# 双截龙 (游戏)
《双截龙》是一款由Technōs Japan制作，太東发行的清版动作游戏。本游戏最初于1987年在街机发行。游戏后移植至紅白機、PlayChoice-10、世嘉Master System、ZX Spectrum、Amstrad CPC、康懋達64、IBM PC、雅達利ST、Amiga、雅达利2600、雅达利7800、Game Boy、Mega Drive、Lynx和移动电话等多个游戏平台。

## 系統
玩家控制Billy Lee或者其兄弟Jimmy Lee。他们黑武士帮派的地盘进行战斗，目的是为了营救比利的爱人——玛丽安。双截龙于1988年由Technōs Japan 移植至FC游戏机。FC版本与街机版本的最大区别就是忽略了街机中两名玩家互相合作的模式，而是采用了玩家轮流进行游戏。

## 登場人物
李比利（Billy Lee）
本作主角，亦為1P使用角色，身穿藍色衣服。
李吉米（Jimmy Lee）
主角雙胞胎兄弟，亦為2P使用角色，身穿紅色衣服。
瑪莉安（Marian）
女主角，深愛著李比利，但也是李吉米暗戀的對象。遊戲一開始遭敵人擄走，兩位主角為了她而深入敵窟。
威廉（William）
嘍囉角色之一，穿著運動汗衫。擅長使用鋁棒、炸藥、小刀等武器。
羅柏（Roper）
嘍囉角色之一，穿著金屬皮衣，基本上能力與威廉相似。擅長使用汽油桶、木箱等重物。
琳達（Linda）
嘍囉角色之一，頂著爆炸頭，穿著韻律服的女性。只會使用皮鞭，無法使用過肩摔。
波羅（Bolo）
中頭目，光頭男性，身材高大，拳擊的威力和速度都一流。第一關的中途破牆而出。
阿波波（Abobo）
怪頭髮型的男子，身材高大，最初為第一關頭目，後面關卡則成為嘍囉。第三關後面登場的時候身體呈現綠色，俗稱綠巨人，速度非常快，但是隨著體力下降，動作則變慢。第四關中盤有破牆而出的表演。
傑夫（Jeff）
最初為第二關頭目，後面關卡成為嘍囉角色。與主角有同樣能力，速度很快。
陳（Chin）
頭髮蓋住整個臉，身體健壯
威利（Willy）
最後一關的頭目，拿著機關槍，一槍可令主角斃命。